# Diplacina torrenticola
Diplacina torrenticola – gatunek ważki z rodziny ważkowatych (Libellulidae).